# 一般恩寵
一般恩寵（いっぱんおんちょう、英語: common grace）は、キリスト教のうち改革派の神学における用語で、創造主、主権者なる神が与えられる神の恵みのうち、すべての人に与えられる恵みである。一般恩恵（いっぱんおんけい）、自然恩寵（しぜんおんちょう）、保持の恩恵（E.ブルンナー）とも言う。
これは、全的に堕落し相対的な善しか行えない非信仰者にも神が非救済的な恵みを与えられるという教えである。これに対して選民にのみ与えられる救済的恩寵を特別恩寵という。
プロテスタントにおいて一般恩寵は特別恩寵においてはじめて認識されるものであるとされ、自然の秩序と恩恵の秩序を階層的な二重の秩序とするカトリック教会の見方とは異なるとされる。

## 聖句
『マタイの福音書』5章45節には「…天の父は、悪い人にも良い人にも太陽を上らせ、正しい人にも正しくない人にも雨を降らせてくださるからです。」（新改訳第二版から）とある。神学的には、この恩寵には人の心のなかの良心の働きなども含まれている。

## 一般恩寵と特別恩寵
この「一般恩寵」に対する語が「救いの恩寵」「救済的恩寵」である。後者は、キリストにある救いに私たちを導き入れる恵みと言う意味であるが、それは、取りも直さず「一般恩寵」は、素晴らしいものではあるが、それだけでは救いを自分のものとすることができない。それとは別に、救われるためには「救いの恩寵」を必要とするということである。つまり、一般恩寵はすべての人に与えられる
アダムの堕落により、すべての人間は悪魔の奴隷になったが、その悪が抑制・制限されており、政治（ローマ13:1）、移住地の境界（使徒17:26）、一般文化（創世記4:11）が一般人にも与えられている。
一夫一婦の結婚も一般恩恵であるが、神の恵みの減少によって、いつでも別れられるコンパニオン結婚、ボルシェヴィズム結婚など神に反する結婚が増える。

## 改革派とアルミニウス主義の相違
この「一般恩寵」と「救いの恩寵」を分けて考えるアプローチは、改革派神学の特徴で、ウエスレアン・アルミニアン主義では、その双方を一つにして「先行的恩寵」という概念で理解し、与えられた恩寵を自ら活用することによって、救いへと導かれるのである、と教えている。「先行的恩寵」は、全人類に平等に与えられており、そこに｢救いの恩寵」も含意されているとされるが、改革派・カルヴァン神学では「救いの恩寵」は排他的に選ばれ、予定された者のみの専権事項とされる。
改革派において非救済的恩寵で最高のものとみなされているのは、ヘブル6:4-5、ヘブル10:26,29、第二ペテロ2:20-22にある「一度光を受けて天からの賜物の味を知り」ながら、堕落してしまった者である。聖徒の永遠堅持の教理があり、これは最初から救いに選ばれておらず、新生していなかったと考えられる。一方、アルミニウス主義では一度救われた者も堕落する可能性があると考える。